# Bataille de Montgisard
Période intermédiaire post-Deuxième croisade
Batailles
- Montgisard
- Marj Ayoun
- Kerak
- Cresson
- Hattin
- Jérusalem
- Tyr

La bataille de Montgisard (ou bataille de mont Gizar) est une importante bataille livrée entre Saladin et Baudouin IV de Jérusalem le 25 novembre 1177. Baudouin IV, au cours de cette bataille, réussit avec des effectifs réduits à vaincre Saladin, qui cherchait à envahir le royaume de Jérusalem.

## Contexte
En 1177, Philippe d’Alsace, comte de Flandre, arrive en Terre sainte avec une armée. À cette époque, le royaume de Jérusalem et l’Empire byzantin projettent de s’allier pour organiser une campagne commune contre l’Égypte, gouvernée par Saladin. Une escadre byzantine aborde peu après à Saint-Jean-d'Acre, mais Baudouin, gravement atteint de lèpre, ne peut pas prendre la tête de l’armée du royaume et propose à Philippe d’Alsace d’en prendre le commandement. Celui-ci refuse, prétendant qu’il est venu à Jérusalem pour faire ses dévotions et défendre le royaume et non porter la guerre dans des États voisins. Son refus fait échouer l’expédition et les Byzantins retournent chez eux.
Philippe d’Alsace quitte Jérusalem, et se rend en septembre 1177 à Tripoli, où il aide le comte Raymond III à assiéger sans succès la forteresse de Hama au début du mois d'octobre 1177. Il se rend ensuite à Antioche et, avec le prince Bohémond III d'Antioche, il assiège à la fin du mois de novembre la forteresse de Harenc.

## La bataille
Baudouin IV avait également envoyé des troupes au siège de Hama, dégarnissant le royaume, car il ne restait plus à Jérusalem que cinq cents chevaliers, comprenant les garnisons des Templiers et des Hospitaliers. En apprenant le projet d’attaque franco-byzantine, Saladin avait quitté Damas pour l’Égypte, afin d’organiser la défense et la résistance du pays. Plus tard, ses espions lui apprennent l’abandon de cette expédition, puis le siège de Hama, qui occupe la plus grande partie de l’armée franque.
Entre le 18 et le 23 septembre, il pénètre dans le royaume de Jérusalem avec son armée forte de trente mille soldats, évite la forteresse de Gaza dont les Templiers avaient renforcé la garnison et marche sur Ascalon.
Dès qu’il apprend la nouvelle, le roi part avec toutes les troupes qu’il a pu trouver au-devant de Saladin et arrive à Ascalon peu avant Saladin. Avant de partir, Baudouin avait convoqué l’arrière-ban du royaume, mais celui-ci est capturé par l’armée de Saladin avant d’arriver à Ascalon. Saladin met le siège devant Ascalon, Baudouin tente une sortie mais doit battre en retraite immédiatement. Saladin s’avise que le royaume est sans défense, lève le siège d'Ascalon et poursuit sa route vers Ramla, qu’il prend sans aucun mal, la ville ayant été évacuée, et incendiée, puis assiège Mirabel et Lydda. Pensant que la défense du royaume est totalement paralysée, Saladin autorise ses soldats à se disperser pour piller la région et, ne voulant pas s'encombrer de prisonniers, en fait égorger un certain nombre.

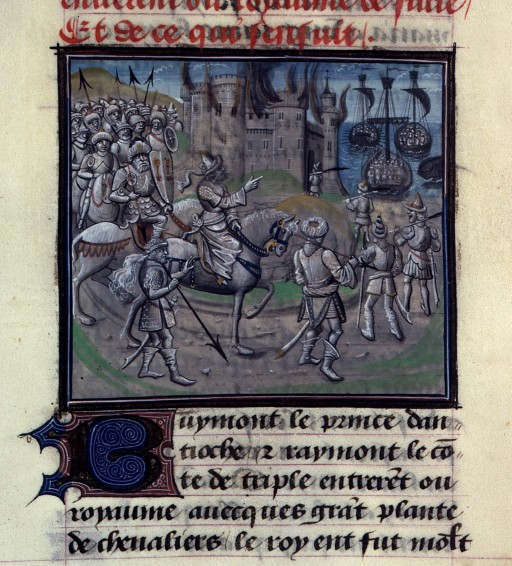
Saladin incendiant une cité.
Guillaume de Tyr, Historia, Bruges, XVe siècle (BNF, Mss.fr. 68).

À Ascalon, Baudouin IV décide de tenter le tout pour le tout, malgré son infériorité numérique. Il demande à Eudes de Saint-Amand, maître de l'ordre du Temple, retranché avec quatre-vingt Templiers à Gaza de venir le rejoindre,. Avec les quelques seigneurs qui sont avec lui, Renaud de Châtillon, le seigneur d'Outre-Jourdain, Baudouin d'Ibelin, seigneur de Ramla, son frère Balian d'Ibelin, seigneur de Mirabel, Renaud Granier, comte de Sidon, et Josselin III de Courtenay, l’oncle du roi,, il dispose d’une armée de cinq cents chevaliers et de quelques milliers de soldats.
Il quitte Ascalon, suit une route en arc de cercle pour contourner l’armée de Saladin et le rejoint en un lieu nommé Mons Gisardus (Tell el-Jezer), près de Ramla. Il attaque l’armée ennemie par le nord alors que Saladin le croit toujours au sud-ouest. Bénéficiant de l’effet de surprise et voulant à tout prix venger le massacre des prisonniers, l’armée franque charge celle de Saladin, amollie et alourdie par le butin. Taqi al-Din tente de contenir la charge ennemie mais plusieurs émirs, dont son propre fils, sont tués, et le reste finit par prendre la fuite.
C’est ensuite aux mille mamelouks de la garde personnelle de Saladin de tenter de contenir la charge franque, mais ils sont tous tués. Les prisonniers survivants en profitent pour se libérer et attaquer leurs gardiens. Saladin lui-même échappe de peu à la mort, ordonne à tous de prendre la fuite et profite de la nuit qui tombe pour échapper aux chevaliers croisés.
Saladin repart alors vers l'Égypte, tout en étant harcelé pendant sa retraite par des Bédouins. Il ne réussit à rentrer qu'avec seulement le dixième de son armée et arrive au Caire le 8 décembre 1177, à temps pour démentir la nouvelle de sa mort. Baudouin le suit jusque dans la péninsule du Sinaï mais fut incapable de prendre l'avantage.

## Conséquences
Cette bataille a eu un énorme retentissement dans la chrétienté et contribué pour beaucoup au prestige de Baudouin le Lépreux, que l’on compare bientôt à Godefroy de Bouillon, Raymond IV de Toulouse dit de Saint-Gilles ou à Tancrède de Hauteville.
Mais les Francs n’ont pas réussi à tirer avantage de cette victoire et vont subir des défaites au cours des deux années suivantes. Le 10 mars 1179, en revenant d’un raid, Baudouin manque d’être capturé à Panéas au cours d’un affrontement où est tué le connétable Onfroy II de Toron. Le 10 juin 1179, l’ost est battu à Marj Ayoun et de nombreux soldats sont tués ou faits prisonniers. Enfin le 29 août 1179, Saladin assiège et détruit le Chastelet du Gué de Jacob, forteresse que Baudouin venait de faire édifier pour garder la frontière. Mais les deux royaumes sont épuisés et en 1180, une trêve est conclue entre les deux rois.
Saladin a également perdu sur le champ de bataille de Montgisard une superbe édition du Coran calligraphiée qui lui fut rendue lors de la trêve obtenue après l'assaut de Saladin sur le Krak de Moab commandé par Renaud de Châtillon. Celui-ci dévalisait toutes les caravanes venant d'Égypte et qui étaient destinées à Damas.

## Filmographie
- Arn, chevalier du Temple, de Peter Flinth (2007).

## Ludographie
- Wargame série "Cry Havoc" sur la bataille de Montgisard[21]

## Référencement

### Sources
- René Grousset, Histoire des croisades et du royaume franc de Jérusalem , vol. II : 1131-1187 L'équilibre, Paris, Perrin, 1935 (réimpr. 2006), 1013 p.
- Alain Demurger, Les Templiers, une chevalerie chrétienne au Moyen Âge, Paris, Seuil, coll. « Points Histoire », 2008 (1re éd. 2005), 664 p., poche (ISBN 978-2-7578-1122-1).
- Pierre Aubé, Baudouin IV de Jérusalem, le roi lépreux, Hachette, coll. « Pluriel », 1981 (réimpr. 1996), 498 p. (ISBN 2-01-278807-6).
- (en) Stanley Lane-Poole, Saladin and the Fall of the Kingdom of Jerusalem, Londres, G. P. Putnam's Sons, coll. « Heroes of the Nations », 1906 (lire en ligne).